# Simarouba versicolor
Simarouba versicolor är en bittervedsväxtart som beskrevs av A. St.-hil.. Simarouba versicolor ingår i släktet Simarouba och familjen bittervedsväxter. Inga underarter finns listade i Catalogue of Life.